# Уго Кошія
Уго Кошія (ісп. Hugo Coscia, нар. 12 жовтня 1952, Чакабуко) — аргентинський футболіст, що грав на позиції нападника за низку аргентинських клубних команд, а також національну збірну Аргентини.

## Клубна кар'єра
У дорослому футболі дебютував 1971 року виступами за команду «Естудьянтес», в якій провів два сезони, взявши участь у 42 матчах чемпіонату.  Більшість часу, проведеного у складі «Естудьянтес», був основним гравцем атакувальної ланки команди.
Згодом з 1974 по 1980 рік грав у складі команд «Колон», «Рівер Плейт», «Сан-Лоренсо» та «Бока Хуніорс». З «Рівер Плейтом» виборов титул чемпіона Аргентини у турнірі Метрополітано 1977 року.
Завершив ігрову кар'єру у команді «Росаріо Сентраль», за яку виступав протягом 1981 року.

## Виступи за збірну
1975 року дебютував в офіційних матчах у складі національної збірної Аргентини.
У складі збірної був учасником розіграшу Кубка Америки 1979 року, де аргентинці не подолали груповий етап, а сам Кошія став автором єдиного гола команди у програному з рахунком 1:2 матчі проти збірної Бразилії.
Загалом протягом кар'єри у національній команді, яка тривала 5 років, провів у її формі 9 матчів, забивши 4 голи.

## Титули і досягнення
- Чемпіон Аргентини (1):

«Рівер Плейт»: Метрополітано 1977